# 中国裁军大使列表
本列表为历任中国特命全权裁军事务大使名录。

## 历任中国常驻联合国日内瓦办事处和瑞士其他国际组织副代表、特命全权裁军事务大使

### 中华人民共和国常驻联合国日内瓦办事处和瑞士其他国际组织副代表、特命全权裁军事务大使（1983年至今）
1983年，为做好参与裁军谈判会议有关工作，中华人民共和国任命专职裁军事务大使常驻日内瓦。
| 姓名   | 任命           | 任命           | 到任          | 递交全权证书  | 免职           | 免职           | 离任          | 外交衔级 | 外交职务             | 备注     |
| 姓名   | 全国人大常委会 | 主席           | 到任          | 递交全权证书  | 全国人大常委会 | 主席           | 离任          | 外交衔级 | 外交职务             | 备注     |
| ------ | -------------- | -------------- | ------------- | ------------- | -------------- | -------------- | ------------- | -------- | -------------------- | -------- |
| 钱嘉东 | 1983年5月9日   | 不適用         | 1983年8月     | 1983年8月15日 | 1986年1月20日  | 1986年6月2日   | 1986年5月     | 大使     | 特命全权裁军事务大使 | 副代表兼 |
| 范国祥 | 1986年1月20日  | 1986年6月2日   | 1986年5月     |               | 1989年7月6日   | 1989年9月22日  | 1989年7月     | 大使     | 特命全权裁军事务大使 | 副代表兼 |
| 侯志通 | 1989年7月6日   | 1989年9月22日  | 1989年7月     |               | 1994年12月29日 | 1995年3月27日  | 1995年2月     | 大使     | 特命全权裁军事务大使 | 副代表兼 |
| 沙祖康 | 1994年12月29日 | 1995年3月27日  | 1995年3月     |               | 1997年11月1日  | 1998年4月2日   | 1997年11月    | 大使     | 特命全权裁军事务大使 | 副代表兼 |
| 李长和 | 1997年11月1日  | 1998年4月2日   | 1998年4月     |               | 1999年8月30日  | 1999年12月8日  | 1999年10月    | 大使     | 特命全权裁军事务大使 | 副代表兼 |
| 胡小笛 | 1999年8月30日  | 1999年12月8日  | 1999年12月    |               |                |                | 2006年1月     | 大使     | 特命全权裁军事务大使 | 副代表兼 |
| 成竞业 |                |                | 2006年2月     |               | 2007年8月30日  | 2008年3月25日  | 2007年11月    | 大使     | 特命全权裁军事务大使 | 副代表兼 |
| 王群   | 2007年8月30日  | 2008年3月25日  | 2007年12月    | 2008年1月8日  | 2011年10月29日 | 2011年12月20日 | 2011年11月    | 大使     | 特命全权裁军事务大使 | 副代表兼 |
| 吴海涛 | 2011年10月29日 | 2011年12月20日 | 2011年12月    | 2012年1月10日 | 2014年12月28日 | 2015年3月19日  | 2015年2月     | 大使     | 特命全权裁军事务大使 | 副代表兼 |
| 傅聪   | 2014年12月28日 | 2015年3月19日  | 2015年2月     | 2015年2月27日 | 2018年8月31日  | 2019年2月3日   | 2018年9月     | 大使     | 特命全权裁军事务大使 | 副代表兼 |
| 李松   | 2018年12月29日 | 2019年2月3日   | 2019年1月16日 | 2019年1月18日 |                | 2023年10月8日  | 2023年1月24日 | 大使     | 特命全权裁军事务大使 | 副代表兼 |
| 沈健   |                | 2023年10月8日  |               | 2023年8月24日 | 现任           |                |               | 大使     | 特命全权裁军事务大使 | 副代表兼 |